# Charles G. Atherton

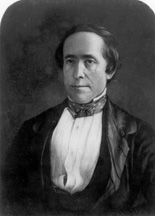
Charles Gordon Atherton

Charles Gordon Atherton, född 4 juli 1804 i Amherst, New Hampshire, död 15 november 1853 i Manchester, New Hampshire, var en amerikansk politiker (demokrat). Han representerade delstaten New Hampshire i båda kamrarna av USA:s kongress, först i representanthuset 1837–1843 och sedan i senaten 1843–1849 samt från 4 mars 1853 fram till sin död.
Atherton utexaminerades 1822 från Harvard University. Han studerade juridik och inledde 1825 sin karriär som advokat i New Hampshire.
Atherton blev invald i representanthuset i kongressvalet 1836. Han omvaldes 1838 och 1840. Han introducerade 1838 ett förslag om diskussionsförbud i kongressen gällande slaverifrågan. Trots att Atherton själv kom från en fristat ansåg han att varje delstat borde själv få bestämma om slaveriet. Förslaget om diskussionsförbud gick igenom och förbudet blev känt som "Atherton Gag". Atherton själv kallades "Gag Atherton" på grund av diskussionsförbudet. Den här typen av diskussionsförbud (gag rule) introducerades i representanthuset från mitten av 1830-talet fram till år 1844 skilt för varje session av kongressen för att förhindra debatt kring slaverifrågan.
Atherton efterträdde 1843 Leonard Wilcox i USA:s senat. Han efterträddes 1849 av Moses Norris. Atherton tillträdde 1853 på nytt som senator. Han avled senare samma år i ämbetet och efterträddes av Jared W. Williams.
Atherton är begravd på Nashua Cemetery i Nashua i New Hampshire.